# جيني شيميزو
جيني شيميزو (بالإنجليزية: Jenny Shimizu)‏ هي عارضة وممثلة أمريكية، ولدت في 16 يونيو 1967 بسان خوسيه في الولايات المتحدة.

## وصلات خارجية
- جيني شيميزو على موقع IMDb (الإنجليزية)
- جيني شيميزو على موقع ألو سيني (الفرنسية)
- جيني شيميزو على موقع أول موفي (الإنجليزية)
- جيني شيميزو على موقع قاعدة بيانات الأفلام السويدية (السويدية)
- جيني شيميزو على موقع إن إن دي بي (الإنجليزية)
- جيني شيميزو على موقع قاعدة بيانات الفيلم (الإنجليزية)
- جيني شيميزو على موقع كينوبويسك (الروسية)
- جيني شيميزو على موقع دليل عارضات الأزياء (الإنجليزية)